# Arapovac (Chorwacja)
Arapovac – wieś w Chorwacji, w żupanii karlowackiej, w mieście Slunj. W 2011 roku liczyła 4 mieszkańców.